# Bursa Büyükşehir Belediye Spor Kulübü 2019-2020 (pallavolo maschile)
Questa voce raccoglie le informazioni riguardanti il Bursa Büyükşehir Belediye Spor Kulübü nelle competizioni ufficiali della stagione 2019-2020.

## Organigramma societario
Area direttiva
- Presidente: Alinur Aktaş

Area tecnica
- Allenatore: Fazıl Demirci
- Allenatore in seconda: Burak Yavuz
- Scoutman: Mustafa Ak

## Rosa
| N° | Nome                 | Ruolo | Data di nascita   | Nazionalità sportiva |
| -- | -------------------- | ----- | ----------------- | -------------------- |
| 1  | Boğaçhan Zambak      | P     | 28 febbraio 1994  | Turchia              |
| 5  | İbrahim Başaran      | C     | 13 luglio 1985    | Turchia              |
| 6  | Leonardo Pinheiro    | O     | 9 febbraio 1986   | Brasile              |
| 7  | Cansın Hacıbekiroğlu | C     | 12 luglio 1987    | Turchia              |
| 7  | Leonel Marshall      | S     | 25 settembre 1979 | Cuba                 |
| 8  | Metin Durmuş         | L     | 2 maggio 1989     | Turchia              |
| 9  | Esat Dalgıç          | S     | 1º gennaio 1988   | Turchia              |
| 10 | Altay Demirci        | S     | 14 aprile 1999    | Turchia              |
| 11 | Hüseyin Koç          | P     | 30 luglio 1979    | Turchia              |
| 12 | Morteza Sharifi      | S     | 27 maggio 1999    | Iran                 |
| 14 | Furkan Dur           | C     | 17 agosto 1994    | Turchia              |
| 15 | Ediz Fırıncıoğlu     | O     | 20 settembre 1993 | Turchia              |
| 17 | Berk Dilmenler       | S     | 29 luglio 2004    | Turchia              |
| 18 | Alisson Melo         | S     | 13 marzo 1993     | Brasile              |
| 19 | Hüseyin Şahin        | L     | 5 settembre 1998  | Turchia              |
| 20 | Uğur Kılınç          | C     | 24 gennaio 1997   | Turchia              |

## Statistiche

### Statistiche di squadra
| Competizione     | Punti | In casa | In casa | In casa | In trasferta | In trasferta | In trasferta | Totale | Totale | Totale |
| Competizione     | Punti | G       | V       | P       | G            | V            | P            | G      | V      | P      |
| ---------------- | ----- | ------- | ------- | ------- | ------------ | ------------ | ------------ | ------ | ------ | ------ |
| Efeler Ligi      | 34    | 11      | 6       | 5       | 11           | 6            | 5            | 22     | 12     | 10     |
| Coppa di Turchia | -     | 1       | 1       | 0       | 1            | 0            | 1            | 2      | 1      | 1      |
| Totale           | -     | 12      | 7       | 5       | 12           | 6            | 6            | 24     | 13     | 11     |

G = partite giocate; V = partite vinte; P = partite perse

### Statistiche dei giocatori
| Giocatore        | Campionato | Campionato | Campionato | Campionato | Campionato | Coppa di Turchia | Coppa di Turchia | Coppa di Turchia | Coppa di Turchia | Coppa di Turchia | Totale | Totale | Totale | Totale | Totale |
| Giocatore        | P          | PT         | AV         | MV         | BV         | P                | PT               | AV               | MV               | BV               | P      | PT     | AV     | MV     | BV     |
| ---------------- | ---------- | ---------- | ---------- | ---------- | ---------- | ---------------- | ---------------- | ---------------- | ---------------- | ---------------- | ------ | ------ | ------ | ------ | ------ |
| İ. Başaran       | 20         | 70         | 41         | 18         | 11         | 1                | 0                | 0                | 0                | 0                | 21     | 70     | 41     | 18     | 11     |
| E. Dalgıç        | 13         | 3          | 2          | 0          | 1          | 1                | 1                | 0                | 0                | 1                | 14     | 4      | 2      | 0      | 2      |
| A. Demirci       | 8          | 1          | 1          | 0          | 0          | 0                | 0                | 0                | 0                | 0                | 8      | 1      | 1      | 0      | 0      |
| B. Dilmenler     | 2          | 0          | 0          | 0          | 0          | 0                | 0                | 0                | 0                | 0                | 2      | 0      | 0      | 0      | 0      |
| F. Dur           | 18         | 93         | 42         | 49         | 2          | 2                | 5                | 3                | 2                | 0                | 20     | 98     | 45     | 51     | 2      |
| M. Durmuş        | 21         | 0          | 0          | 0          | 0          | 2                | 0                | 0                | 0                | 0                | 23     | 0      | 0      | 0      | 0      |
| E. Fırıncıoğlu   | 22         | 300        | 255        | 25         | 20         | 2                | 28               | 25               | 1                | 2                | 24     | 328    | 280    | 26     | 22     |
| C. Hacıbekiroğlu | 8          | 24         | 18         | 4          | 2          | 1                | 1                | 0                | 1                | 0                | 9      | 25     | 18     | 5      | 2      |
| U. Kılınç        | 16         | 56         | 36         | 20         | 0          | 2                | 13               | 10               | 1                | 2                | 18     | 69     | 46     | 21     | 2      |
| H. Koç           | 20         | 63         | 29         | 27         | 7          | 0                | 0                | 0                | 0                | 0                | 20     | 63     | 29     | 27     | 7      |
| L. Marshall      | 11         | 78         | 60         | 15         | 3          | 2                | 16               | 14               | 2                | 0                | 13     | 94     | 74     | 17     | 3      |
| A. Melo          | 22         | 292        | 260        | 16         | 16         | 2                | 21               | 15               | 4                | 2                | 24     | 313    | 275    | 20     | 18     |
| L. Pinheiro      | 5          | 47         | 43         | 3          | 1          | -                | -                | -                | -                | -                | 5      | 47     | 43     | 3      | 1      |
| H. Şahin         | 12         | 0          | 0          | 0          | 0          | 1                | 0                | 0                | 0                | 0                | 13     | 0      | 0      | 0      | 0      |
| M. Sharifi       | 22         | 340        | 261        | 22         | 57         | 2                | 40               | 34               | 2                | 4                | 24     | 380    | 295    | 24     | 61     |
| B. Zambak        | 17         | 13         | 3          | 5          | 5          | 2                | 5                | 0                | 4                | 1                | 19     | 18     | 3      | 9      | 6      |

P = presenze; PT = punti totali; AV = attacchi vincenti; MV = muri vincenti; BV = battute vincenti